# Pekka Kivelä
Pekka Olavi Kivelä, född 3 november 1946 i Tammerfors, är en finländsk samlingspartistisk politiker. Han var ledamot av Finlands riksdag mellan 1993 och 1995 samt tjänstgjorde som Samlingspartiets partisekreterare mellan 1989 och 1995.
Kivelä blev inte invald i riksdagsvalet 1991 men tillträdde som riksdagsledamot år 1993 då Jouni J. Särkijärvi lämnade riksdagen efter att ha fått en överdirektörstjänst på miljöministeriet. Som riksdagsledamot representerade Kivelä Nylands valkrets.